# Liste des évêques d'Atakpamé
 (mars 2024).
La liste des évêques d'Atakpamé recense les noms des évêques qui se sont succédé sur le siège épiscopal d'Atakpamé au Togo depuis la création du diocèse d'Atakpamé (Dioecesis Atakpamensis), le 29 septembre 1964, par détachement de l'archidiocèse de Lomé.

## Sont évêques
- 29 septembre 1964 - 10 avril 1976 : Mgr Bernard Oguki-Atakpah
- 10 avril 1976 - 17 décembre 1992 : Mgr Philippe Fanoko Kossi Kpodzro, transféré à Lomé
- 18 octobre 1993 - 1er mars 2006 : Mgr Julien Mawule Kouto
- 1er mars 2006 - 9 janvier 2008 : siège vacant
- 9 janvier 2008 - 23 novembre 2019 : Mgr Nicodème Barrigah-Benissan, transféré à Lomé
- depuis le 26 octobre 2022 : Mgr Moïse Messan Touho

## Sources
- (en) Fiche du diocèse sur le site catholic-hierarchy.org